# فاديا ستيلا
فاديا ستيلا (مواليد 30 ديسمبر 1974) ممثلة لبنانية كينية . اشتهرت بأدوارها في أفلام سكر بنات وميت بالفعل (Déjà mort) .

## الحياة الشخصية
ولدت في 30 ديسمبر 1974 في نيروبي ، كينيا.

## الحياة المهنية
في عام 1998 ، ظهرت لأول مرة في فيلم ميت بالفعل (Déjà mort) بدور ثانوي كـ «صديق آلان». في وقت لاحق من عام 2007 ، لعبت دورًا رئيسيًا في فيلم سكر بنات . تم عرض الفيلم لأول مرة في 20 مايو في مهرجان كان السينمائي لعام 2007 ، في قسم المخرجين كل أسبوعين. في وقت لاحق ، تم عرض الفيلم لكاميرا الذهب أيضًا. تلقى الفيلم إشادة من النقاد ووزع في أكثر من 40 دولة.

## قائمة الأعمال السينمائية
| سنة  | فيلم       | دور                | النوع | المرجع. |
| ---- | ---------- | ------------------ | ----- | ------- |
| 1998 | ميت بالفعل | صديق آلان في ديفيد | فيلم  |         |
| 2007 | سكر بنات   | كريستين            | فيلم  |         |

## روابط خارجية
- فاديا ستيلا في قاعدة بيانات الأفلام على الإنترنت